# Manikaran
Manikaran (hindî : मणिकर्ण) est une ville de l'État de l'Himachal Pradesh en Inde, dans le district Kullu en Inde.

## Géographie
Manikaran est située dans une vallée entre deux rivières, la Parvati et la Beas, au nord-est de Bhuntar. Elle se trouve à une altitude de 1 760 m, à environ 45 km de la ville de Kullu.
La ville est renommée pour ses sources chaudes et ses magnifiques paysages.

## Économie
Manikaran possède une usine géothermique expérimentale.

## Lieux et monuments
Le site est une destination de pèlerinage pour les hindous et les sikhs. Selon la tradition hindoue, c'est à partir de cet endroit que Manu régénéra l'espèce humaine après le déluge, faisant de Manikaran un lieu sacré.
Il abrite de nombreux temples vénérant Rāma, Krishna et Vishnou, ainsi qu'un gurdwârâ.

## Galerie

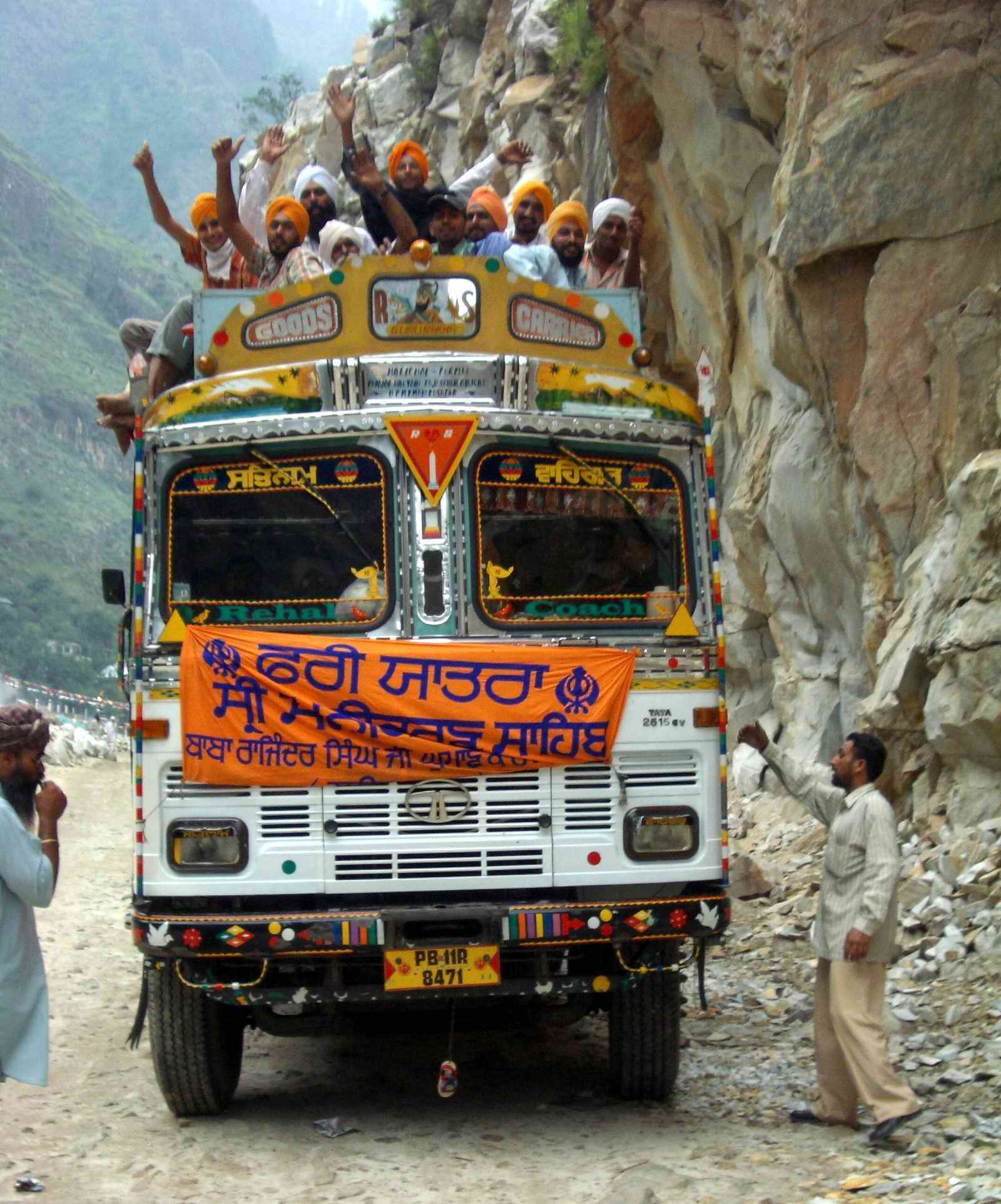
Pèlerins sikhs en route pour Manikaran
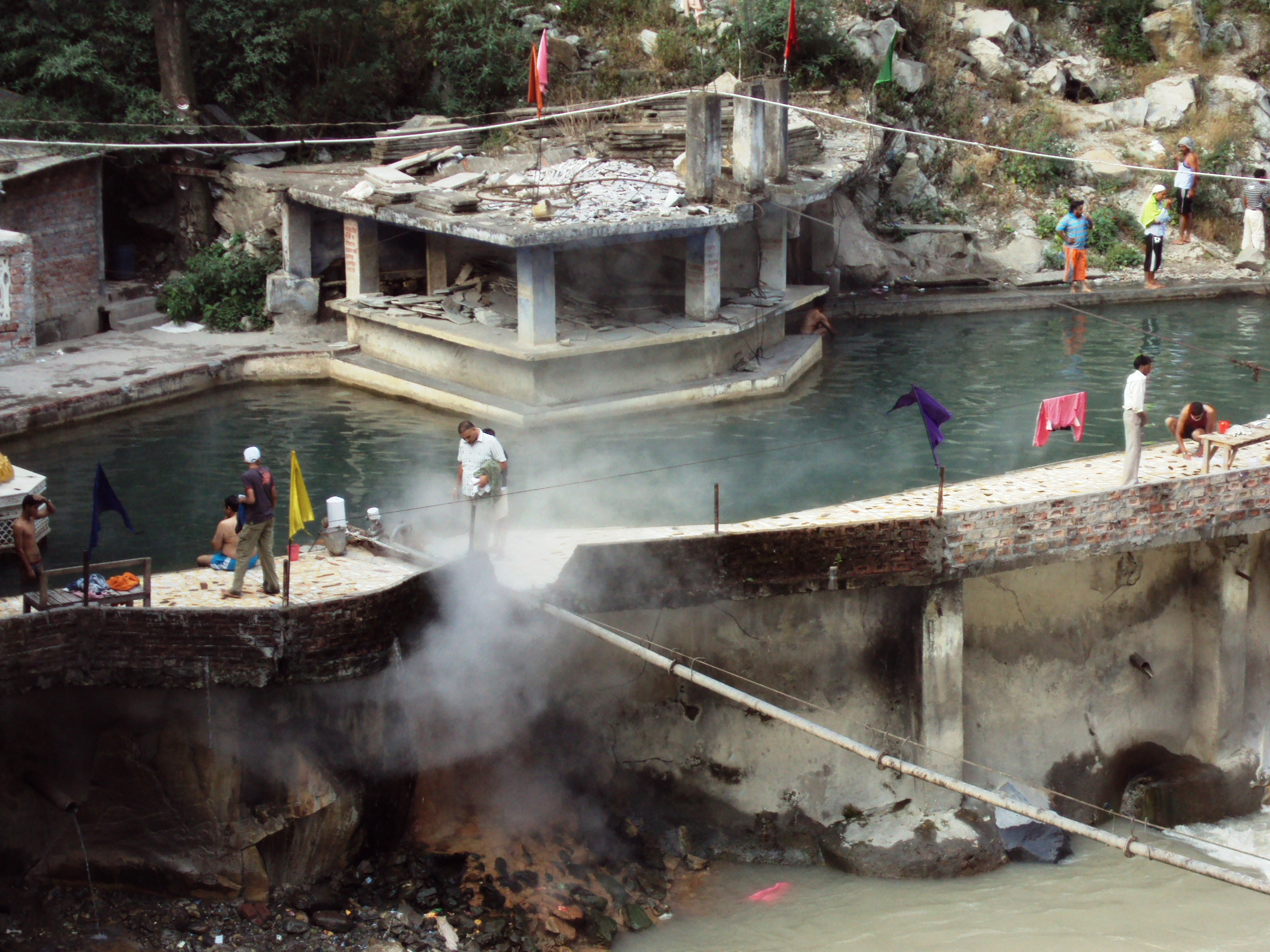
Sources chaudes
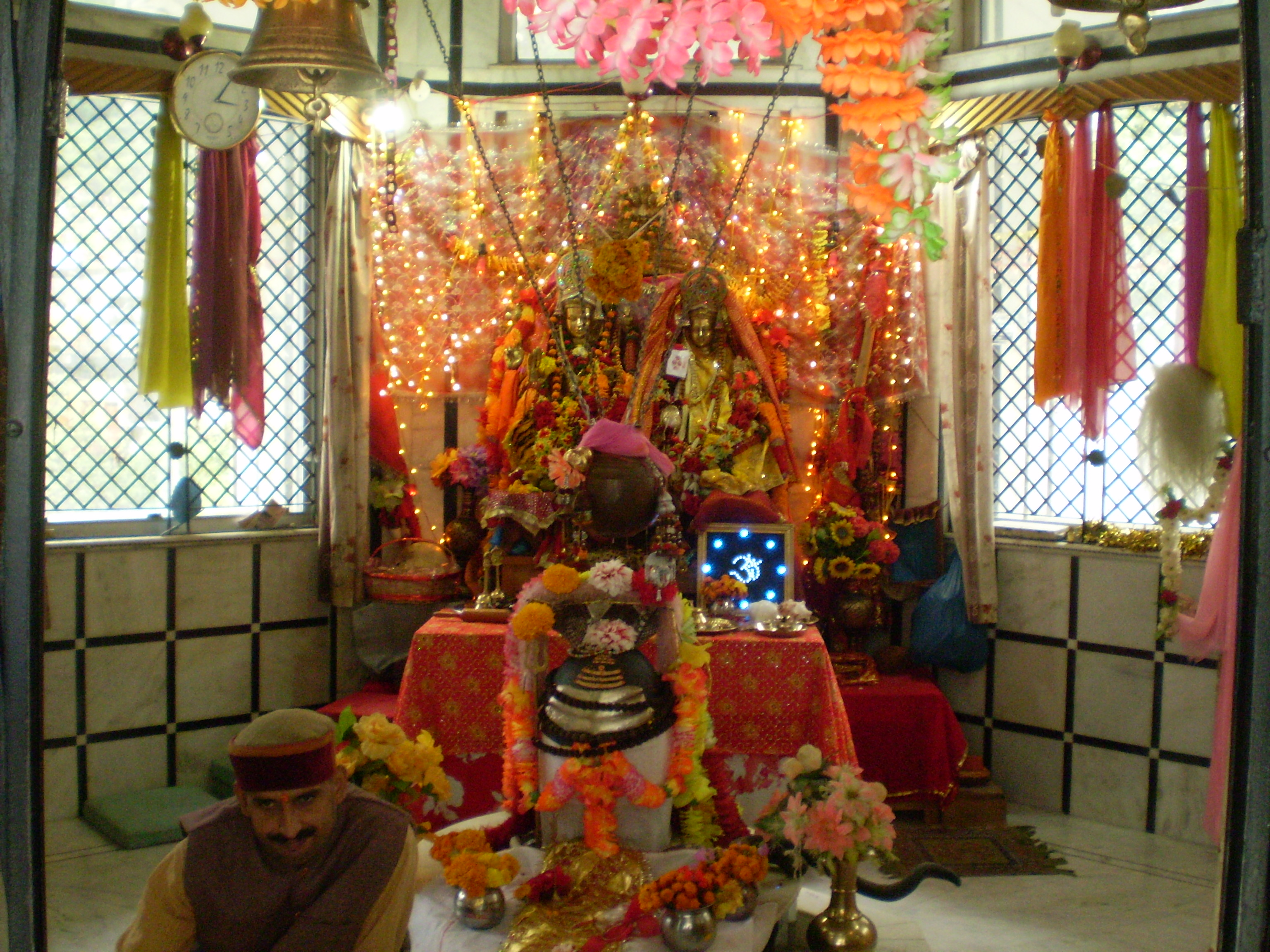
Temple de Vishnou